# مثلث الصيف

يتكون مثلث الصيف من النجوم : ذنب الدجاجة Deneb ، والنسر الواقع Wega ، والنسر الطائر Altair.

مثلث الصيف في الفلك، هو تشكيل مكون من ثلاثة نجوم شديدة السطوع تبدو في الصيف في سماء نصف الكرة الشمالي. هذا التشكيل لا يكوّن أحد الأبراج السماوية من وجهة الاتحاد الفلكي الدولي. والثلاثة نجوم المكونة له هي أسطع نجوم السماء خلال أشهر الصيف في نصف الكرة الشمالي ويرى عندئذ عند سمت الرأس.
يبدو مثلث الصيف خلال أشهر الصيف في نصف الكرة السماوية الشمالي بعد غروب الشمس بوقت قصير، ويرى مائلا في اتجاه الجنوب. ورغم الأدخنة وتعكر الجو فيمكن رؤياه حتى في المدن. ويتكون مثلث الصيف من ثلاثة نجوم من أسطع نجوم السماء، كل منهم ينتمي إلى كوكبة مختلفة، ولا يشكل هذا المثلث في حد ذاته إحى كوكبات النجوم. الثلاثة نجوم هي:
- ذنب الدجاجة (نجم) في كوكبة الدجاجة،
- النسر الواقع في كوكبة القيثارة،
- النسر الطائر في كوكبة العقاب.

الواضح أن الأسماء الإنجليزية مأخوذة عن العربية ما عدا هنا النجم «فيجا»، فنجد Deneb اختصارا لذنب الدجاجة، و Altair اختصارا للنسر الطائر.
يرى مثلث الصيف في وسط الليل فوق الرأس مباشرة عند خطوط العرض الوسطية في سماء الشمال، كما يمكن رؤياه ابتداء من الربيع خلال الساعات الأولى من النهار. ويظل مرئيا بعد الصيف حتى يأتي الخريف حيث يتجه نحو الجنوب حتى شهر نوفمبر. أما من نصف الكرة الجنوبي فيظهر منخفضا قرب الأفق خلال أشهر الشتاء.

## خصائص الثلاثة نجوم
| أسم النجم    | الكوكبة  | قدر ظاهري | التألق (بوحدة ضياء شمسي) | تصنيف الطيف | البعد عن الأرض (سنة ضوئية) |
| ------------ | -------- | --------- | ------------------------ | ----------- | -------------------------- |
| النسر الواقع | القيثارة | 0.03      | 52                       | A0          | 25                         |
| ذنب الدجاجة  | الدجاجة  | 1.25      | 70000                    | A2          | 1550                       |
| النسر الطائر | العقاب   | 0.77      | 10                       | A7          | 16.6                       |